# Goñi (concejo)
Goñi es una localidad y un concejo de la Comunidad Foral de Navarra (España) del municipio de Goñi, situado en la Merindad de Pamplona, en la Cuenca de Pamplona y a 30 km de la capital de la comunidad, Pamplona. Su población en 2014 fue de 37 habitantes (INE).

## Geografía
El concejo de Goñi está situado en la parte noroccidental del valle homónimo, al pie de la sierra de Andía.

## Demografía
| 2000 | 2001 | 2002 | 2003 | 2004 | 2005 | 2006 | 2007 | 2014 |
| ---- | ---- | ---- | ---- | ---- | ---- | ---- | ---- | ---- |
| 33   | 38   | 46   | 46   | 42   | 43   | 43   | 38   | 37   |